# Echinopepon racemosus
Echinopepon racemosus är en gurkväxtart som först beskrevs av Ernst Gottlieb von Steudel, och fick sitt nu gällande namn av Charles Jeffrey. Echinopepon racemosus ingår i släktet Echinopepon och familjen gurkväxter. Inga underarter finns listade i Catalogue of Life.